# Franz Xaver Karl Palko

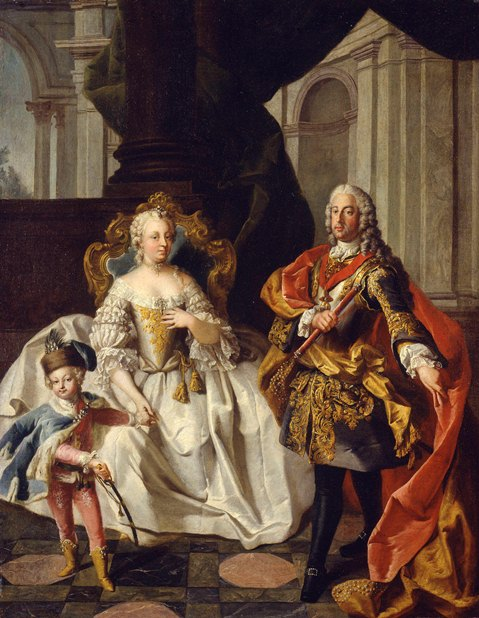
Familienporträt Maria Theresia mit Franz Stephan von Lothringen und dem kleinen Erzherzog Joseph in Husarenuniform.

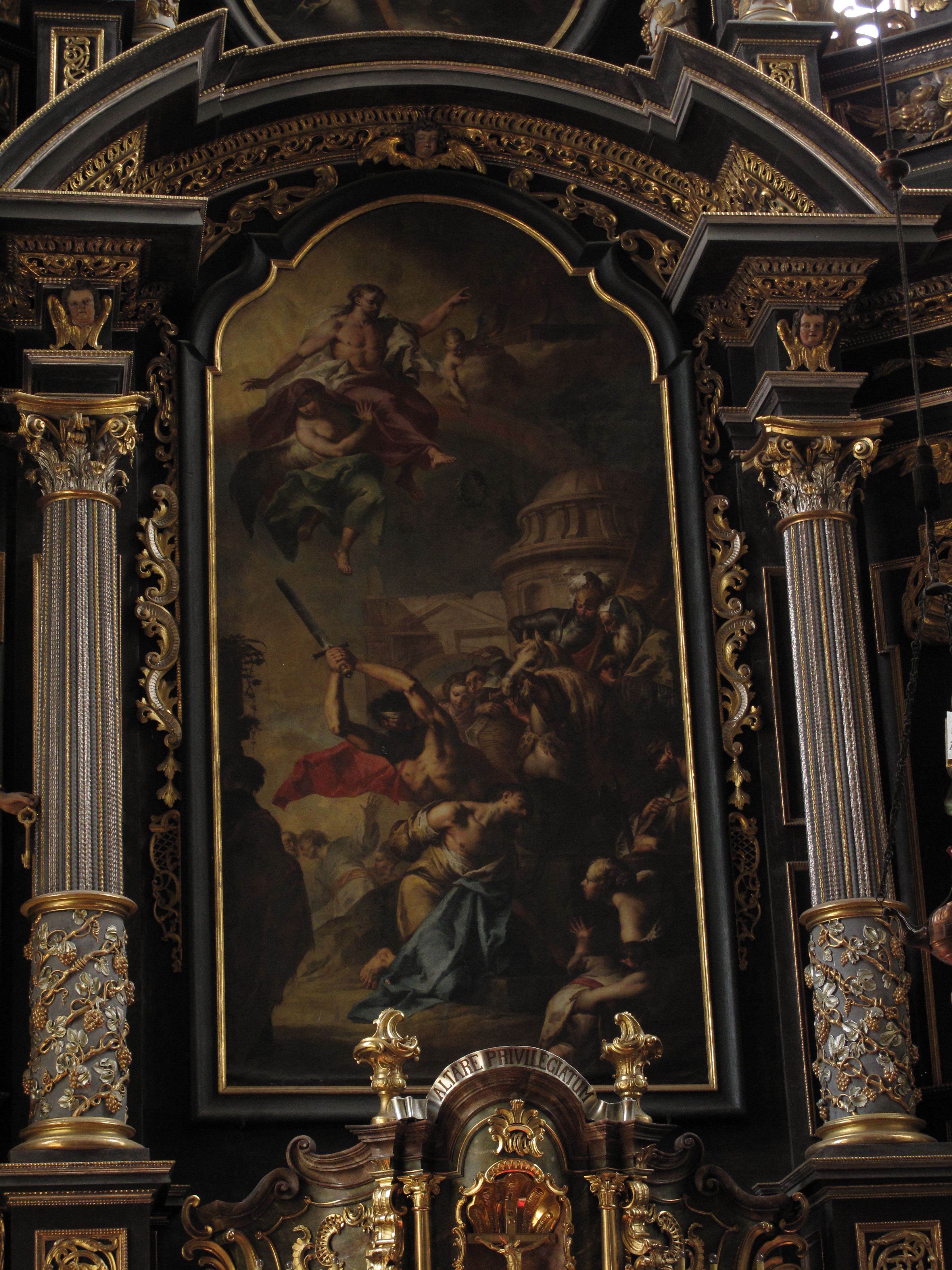
Enthauptung des Jakobus, Kuttenberg

Franz Xaver Karl Palko (* 3. März 1724 in Breslau; † 20. Mai 1767 in Prag) war ein deutscher Historien- und Porträtmaler sowie Radierer.

## Leben und Werk
Er war Sohn des weitgehend unbekannten Anton Palko († 1754) und Bruder von Franz Anton Palko. Er studierte an der Akademie der bildenden Künste in Wien sowie an der Accademia in Venedig. Ein besonderer Einfluss in Palkos Werk zeigt sich durch Giuseppe Maria Crespi. Palko war in weiterer Folge in Kremsier, Brünn, Dresden (als sächsisch-polnischer Hofmaler unter Friedrich August II.), Raudnitz, Prag und in München als kurfürstlich-bayrischer Hofmaler unter Maximilian III. Joseph tätig.
Viele seiner Werke sind heute noch erhalten und sind in Sammlungen der gesamten ehemaligen Habsburgermonarchie und im deutschsprachigen Raum vertreten.

## Werke (Auszug)
- Familienporträt Kaiserin Maria Theresia und Franz Stephan mit dem kleinen Erzherzog Joseph in Husarenuniform, um 1747, Öl auf Leinwand, ca. 80 × 60 cm, Heeresgeschichtliches Museum, Wien
- Die Enthauptung des Jakobus, Altarblatt in der Kirche des heiligen Jakob, Kuttenberg, Böhmen
- Kaiser Ferdinand I., um 1760, Öl auf Leinwand, 380 × 215 cm, Belvedere, Wien